# Ireneusz Jóźwiak
Ireneusz Józef Jóźwiak (ur. 10 marca 1951, zm. 3 lutego 2025) – polski informatyk, doktor habilitowany nauk technicznych, pracownik naukowy Politechniki Wrocławskiej.

## Życiorys
Był absolwentem Politechniki Wrocławskiej, w 1979 r. obronił pracę doktorską, w 1994 r. habilitował się na podstawie pracy zatytułowanej Zastosowanie modelu hazardów proporcjonalnych Weibulla w badaniach niezawodności systemów technicznych. Został zatrudniony w Akademii Wojsk Lądowych im. gen. Tadeusza Kościuszki i w Wyższej Szkole Technologii Teleinformatycznych w Świdnicy.
Należał do Rady Dyscypliny Naukowej - Informatyki i Telekomunikacji PWr.